# Federazione pallavolistica della Grecia
La Federazione greca di pallavolo (gre. Ελληνική Ομοσπονδία Πετοσφαίρισης, EOPE) è un'organizzazione fondata per governare la pratica della pallavolo e del beach volley in Grecia.
Organizza i campionati maschili e femminili, e pone sotto la propria egida la nazionale maschile e femminile.
Ha aderito alla FIVB nel 1951.